# 天満大池公園
天満大池公園（てんまおおいけこうえん）は、兵庫県加古郡稲美町六分一1179にある天満大池を整備した公園である。天満大池は総貯水量47万6000立方メートル、満水面積34.6ヘクタールの農業用ため池で、193.5ヘクタールの農地の灌漑に利用されている。天満池は2010年（平成22年）3月25日に農林水産省のため池百選に選定された。

## 概要
天満大池の原形となった岡大池の築造は飛鳥時代後期である白鳳3年（675年）頃と推測され、兵庫県下で最も古いため池であるとされている。
『兵庫県神社誌　中巻』所収の国安天満神社の縁起によれば、平安時代の寛平年間（889年 - 898年）に天満神社が現在地に移設され、池大明神が主祭神とされるようになったと伝承される。
また、同じく『兵庫県神社誌　中巻』所収国安天満神社縁起によれば、南北朝時代最末期の元中7年/明徳元年（1390年）1月に、上方から来訪した律僧が同地に滞在した。村人が律僧に、大池が毎晩光を発すること、池の魚が意識を失って浮かんでくることを語ると、律僧は大池に龍が棲んでいると告げ、弁財天を祀るように指示したという。村民が律僧の言う通り弁財天を祀ると、はたして怪異は止んだ、と伝承される。
日本史研究者の金子哲は、天満大池の本格的な改修事業は伝承通り、真言律宗とその総本山である西大寺の勢力によって14世紀末に行われたと主張する。金子はその発端として、1300年代から1310年代にかけて真言律宗の高僧だった文観房殊音（真言宗の高僧としては文観房弘真。後に後醍醐天皇の腹心となる）が天満大池の北北西部で開始したとみられる開拓事業を挙げる。そして、その開拓事業が100年近くかけて川沿いに進められ、文観の後継者の真言律宗勢力によって14世紀末に天満大池に到達したのではないか、としている。また、前述の律宗高僧来訪伝説は、この文観らの開拓事業が反映されたものではないか、と推測している。
ただ天満大池は1945年10月に襲来した阿久根台風の影響で決壊した。
東播地方はその数4万を超える日本で最も多くの溜池が見られる地域であり、天満大池は加古大池の130万tに次ぎ兵庫県で2番目に大きなため池であるが、これは甲子園球場の約8.5倍に相当する。

### バイパス工事
2019年、兵庫県土整備部は、宗佐土山線天満大池バイパス整備事業で、天満大池に架かる橋梁の詳細設計を建設計画（神戸市東灘区）に委託した。2020年から兵庫県は、稲美町の天満大池を南北に貫く全長960メートルの「天満大池バイパス」（稲美町国安－稲美町六分一）の工事に着手。近くを走る兵庫県道84号宗佐土山線は、2車線で歩道がなく、狭い上に交通量が多いため、危険性が指摘されていたためである。天満大池の上に橋を架け、4車線で中央分離帯や歩道も整備し、兵庫県道381号野谷平岡線に接続する予定で、2026年の完成を目指している。自然や景観を破壊するなどの理由で反対する声もあったが、すでに池の水を抜き、重機を使っての「宗佐土山線天満大池バイパス道路整備工事」が進められている。

### 交通アクセス
- 鉄道:JR土山駅からタクシーで約10分。
- 自動車:第二神明道路を明石西インター下車、加古川バイパス上りの場合は明石西インター下車、北進し約2km。

## 天満神社

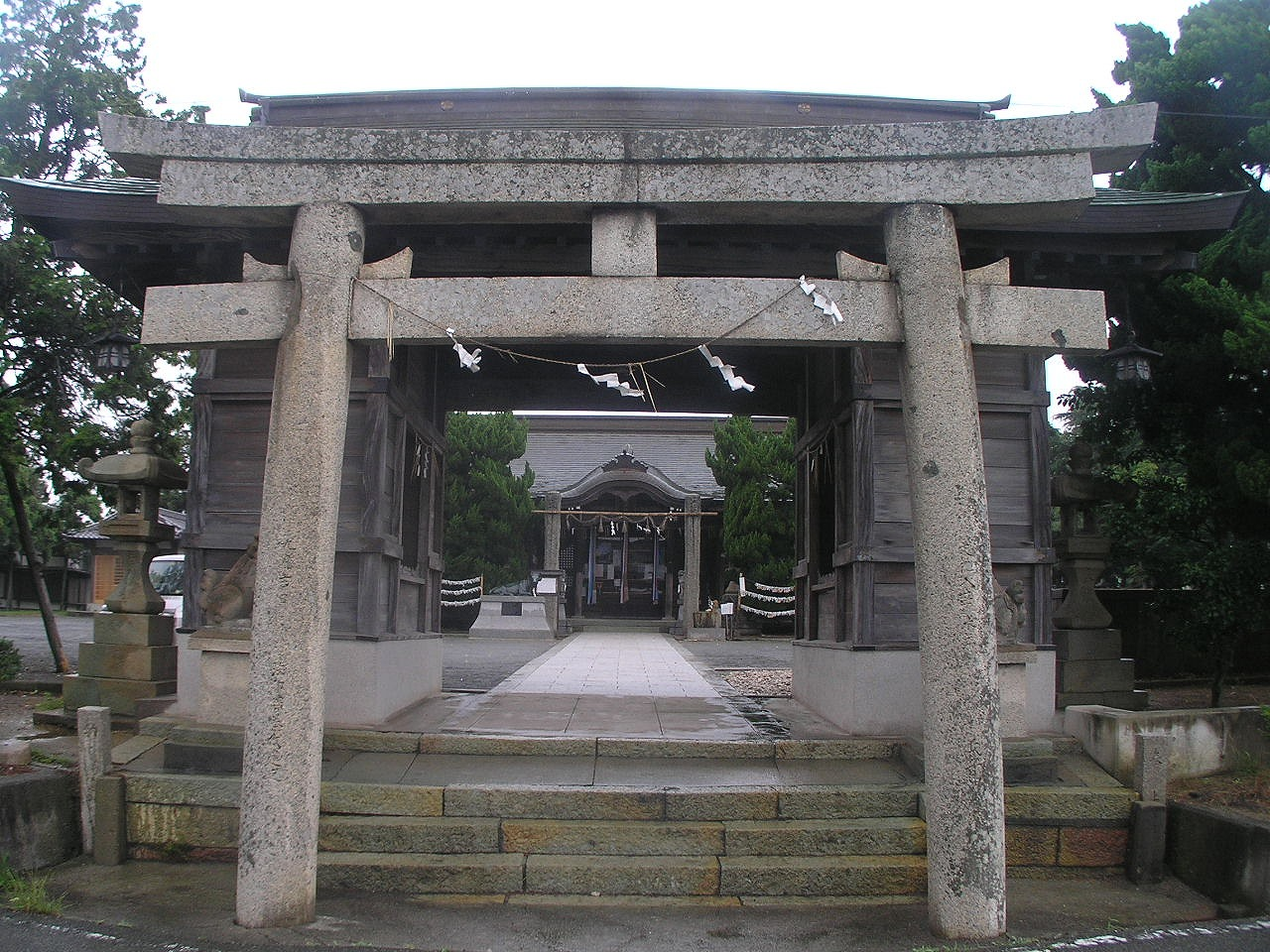
隣接する天満神社

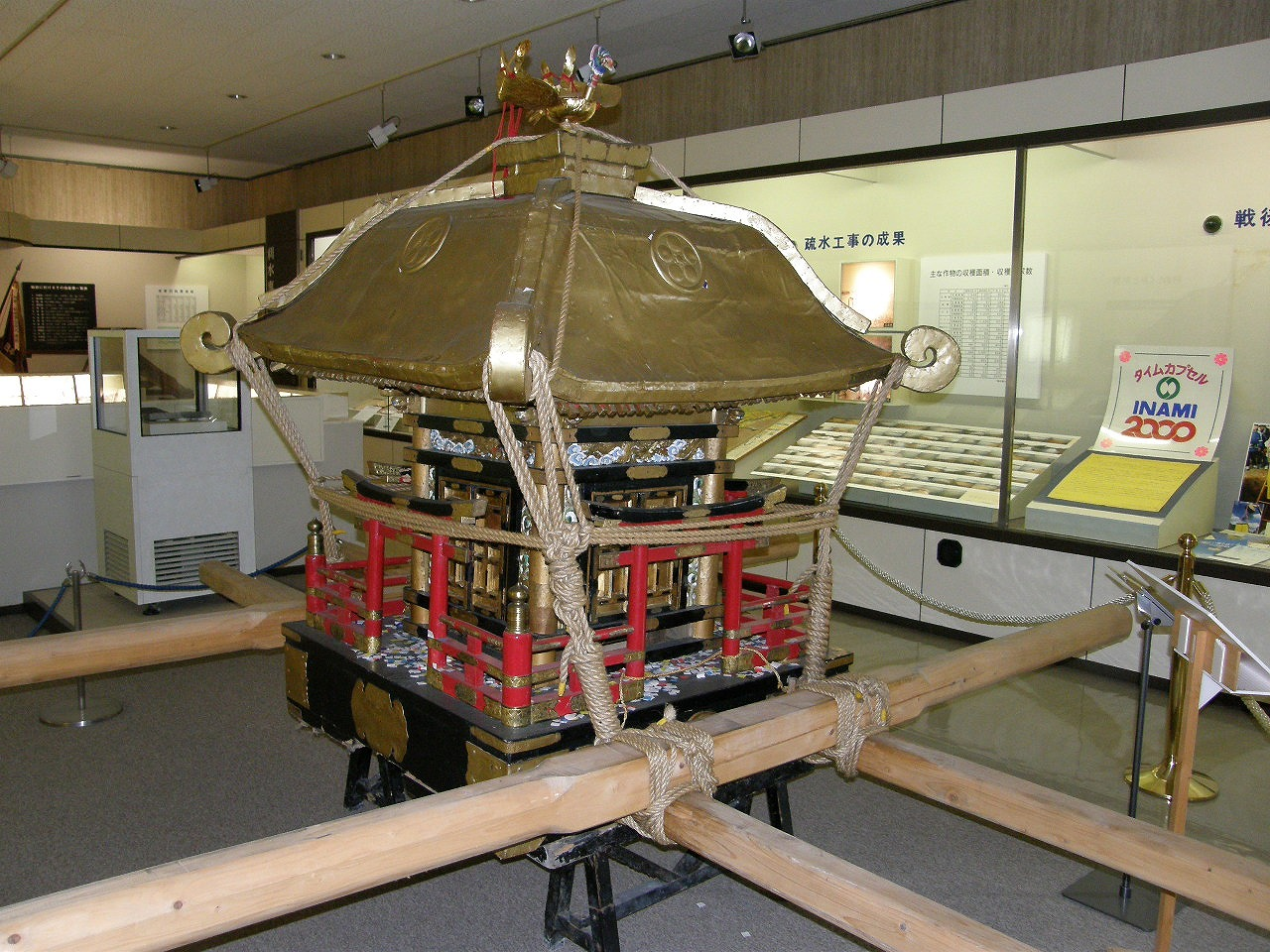
天満神社の神輿

池の北側すぐ横に隣接するように天満神社があり、秋祭りの御輿渡御の際の禊ぎでは神輿を池に投げ込んだあと、「十六人方」と呼ばれる氏子が池の中へ飛び込むと神輿を担ぎ、五穀豊穣と池の満水を祈願する珍しい行事が見られる。御輿渡御は、御輿練番の地区が担当する。　

## 自然

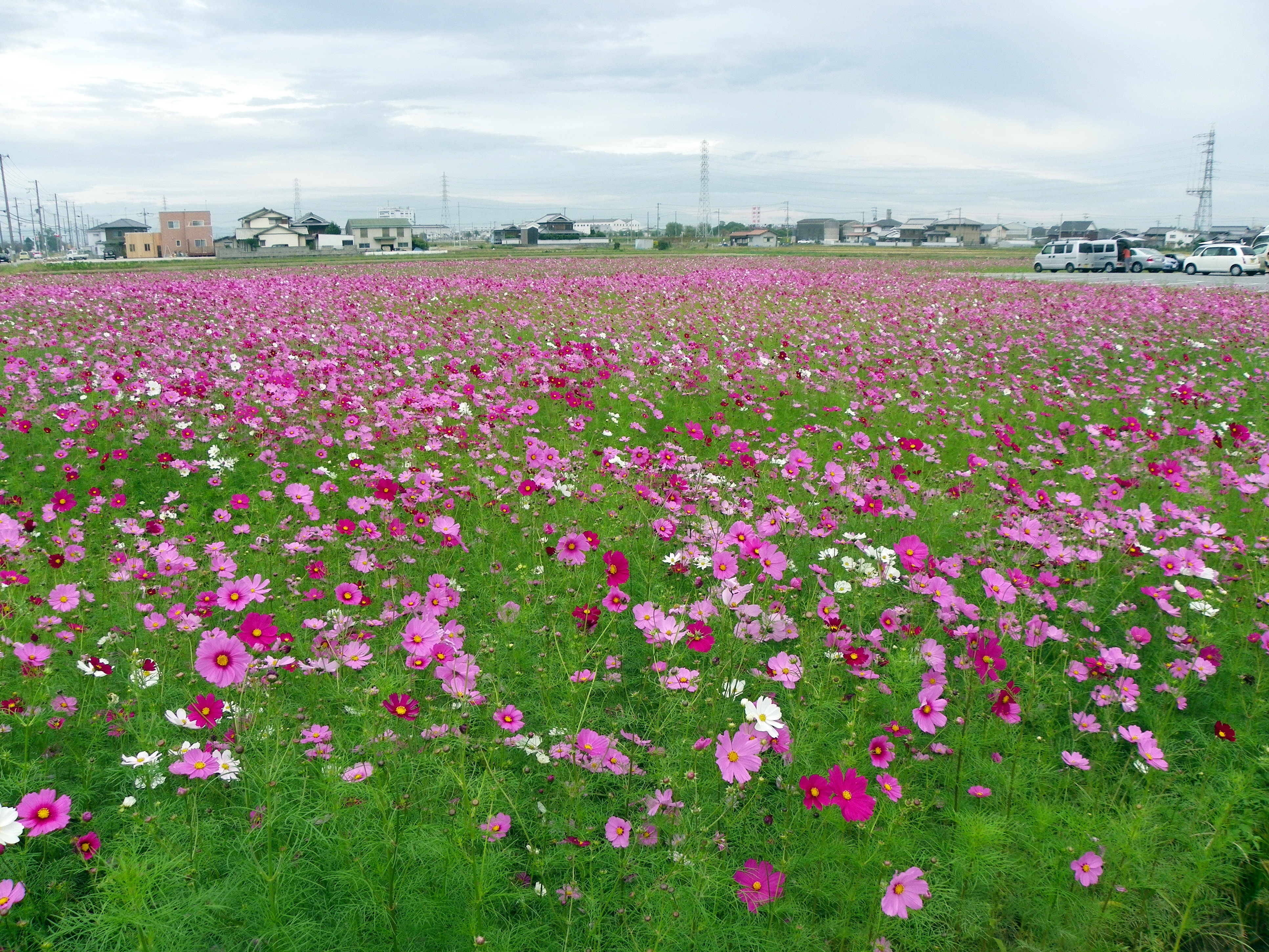
付近のコスモス畑

池には絶滅危惧種に指定されているアサザが自生し、アサザ観察会、アサザ里親プロジェクト、フォーラムなども開催されている。また多くの野鳥の憩い場ともなっている。
市民が憩える多目的公園として整備されており、池中の中の島には新たに弁財天が祀られ、ぶらんこ、滑り台などの遊具やあずまや、バーベキューサイト、駐車場などが設置された。ビオトーププランにより、本来の自然の水辺を復活させる試みも行われている。また、釣りやカヌー、バードウォッチングなどの基地にもなっており、秋にはすぐ隣の休耕田のコスモスの群落が美しい。

## 参考
溜池の数ランキング
1位 兵庫県 43,245
2位 広島県 19,609
3位 香川県 14,619
4位 大阪府 11,077
5位 山口県 9,995
（2014年データに基づく）